# Zbigniew Mirosławski
Zbigniew Mirosławski (ur. 1958 w Wadowicach) – polski poeta, nauczyciel, z wykształcenia prawnik i historyk.
Ukończył studia wyższe na Wydziale Prawa i Administracji Uniwersytetu Jagiellońskiego oraz w Instytucie Historii Wyższej Szkoły Pedagogicznej w Krakowie. Pracował jako dyrektor Zespołu Szkół Plastycznych w Tarnowie. Od 2004 pełni funkcję wiceprzewodniczącego Rady Głównej Stowarzyszenia Autorów Polskich. Wybrany do władz SAP na kolejną kadencję 2009–2012. Od 2004 do 2008 pełnił funkcję wiceprezesa Rady Oddziału Tarnowskiego Stowarzyszenia Autorów Polskich. Od 1993 roku prowadzi warsztaty literackie Grupy Autorów przy Miejskiej Bibliotece Publicznej w Tarnowie redagując indywidualne zbiory poezji uczestników warsztatów i magazyn literacki „Aspiracje” (ISSN 2081-8912), w którym publikują m.in. Zuzanna Abrysowska, Elżbieta Balazy, Wiesław St. Ciesielski, Józef Komarewicz, Marta Kostyk, Michał Piętniewicz, Jerzy Reuter, Dariusz Romanowski, Ewa Sonnenberg, Jan Strządała, Natalia „Nej” Tryba.
Jest laureatem ogólnopolskich nagród literackich, m.in. w Konfrontacjach Poetyckich im. Haliny Poświatowskiej, Łódzkiej Wiosny Poetów, poezji górskiej im. T. Staicha w Zakopanem. Redaguje pisma literackie m.in. „Kajet” i „Aspiracje”, opublikował dwanaście tomików poezji. Publikował na łamach gazet i czasopism: „Akant”, „Autograf”, „Migotania, Przejaśnienia”, „Ślad”, „Znaj”, „Przekroju”, „Wici Polonijne”, „Gazety Krakowskiej”, „Dziennika Polskiego”, „The Polish Review” Londyn, na portalu „Meritum” Chicago i w lokalnym tygodniku „TEMI”, „Tarniny”, Magazynie Literackim „Synekdocha”. Członek Grupy Poetyckiej „Obserwatorium” funkcjonującej od 1985 r. Wiersze zamieszczał w arkuszach literackich Grupy Poetyckiej „Obserwatorium” – „Wszystkie nasze liście”, „Bramy poezji”, „Podróże bliskie i dalekie”, antologiach ogólnopolskich: XII tomie antologii polskiej poezji religijnej „A duch wieje kędy chce”, „Polska Poetów”, „Biały autobus”, „Codziennie pośród dróg mnie wołasz” (wstęp Waldemar Smaszcz), „Nowe oblicze sztuki” Warszawa 2005, „Kosmos Literatów”, Orlando (USA), 2018, „Zaduma”, XII Międzynarodowa Antologia Stowarzyszenia Autorów Polskich, 2018, Miłość w czasach fejskultury, antologia 2019, Metafora Współczesności, Krajobrazy 2019, Makowe wiersze, Międzynarodowa Antologia SAP, Warszawa 2018, Pąsowe wersy, antologia 2019, Pod krzewem bzu spisane, Międzynarodowa Antologia SAP, Warszawa 2020, almanachach: „Bliżej ziemi, bliżej nieba”, „Post scriptum”, „Światła obrazy”, Tarnów 2005, Almanachu wierszy krakowskich, 2018, almanach Słowa do przyjaciół 2024.
W swoich utworach: ...oprowadza po Rynku krakowskim i Starówce tarnowskiej, (...) chętnie żegluje także wśród kamiennych ulic Łodzi.

## Tomiki poezji
- Biuro poezji zagubionej, wyd. SKKP „Okolice”, Warszawa 1991[2]
- Czasu bramy, Wojewódzki Ośrodek Kultury, Tarnów 1992
- Niebieska góra, Witek-Druk, Tarnów 1993
- Ostoja, Tarnowska Oficyna Wydawnicza, WOK, Tarnów 1995 ISBN 83-86591-05-6
- Te miejsca w których nas nie ma, Miejska Biblioteka Publiczna, Tarnów 2002
- Zastygłe pejzaże, Miejska Biblioteka Publiczna, Tarnów 2007
- Wewnętrznego światła wspólnota, Miejska Biblioteka Publiczna, Tarnów 2010
- Wiodę rozmowy ze słońca zachodem, Bel-Druk, Stefan Bentkowski, Koło Inteligencji Ludowej przy Zarządzie Powiatowym PSL, Tarnów 2011
- Wieloświatów przestrzenie, Bel-Druk, Tarnów 2013
- Rozgościć się w chmurach, Bel-Druk, Tarnów 2014
- Olśnienia, Bel-Druk i Miejska Biblioteka Publiczna, Tarnów 2015
- Zanim przemówią trawy/ Before grasses speak, Bel-Druk i Miejska Biblioteka Publiczna, Tarnów 2018
- Uniesieni wiatrem, Bel-Druk i Miejska Biblioteka Publiczna, Tarnów 2019 [wspólnie z Mirosławem Sułkowskim]
- Wszechświat jest w nas/The universe within us, Bel-Druk i Miejska Biblioteka Publiczna, Tarnów, 2021
- Mglistość, Pieszyce, 2021
- Biuro poezji zagubionej/Lost Poetry Office, Bel-Druk, Tarnów 2022
- Czasu bramy/The gates of time, Bel-Druk, Tarnów 2023
- W słów oceanie/In the ocean of words, Bel-Druk, Tarnów 2024

## Antologie
- Wychodzimy codziennie na spotkanie, Tarnowska Oficyna Wydawnicza, WOK, Tarnów 1991
- Miłość jest dalej, Miejska Biblioteka Publiczna, Tarnów 1997
- Dotknięci samotnością, Miejska Biblioteka Publiczna, Tarnów 2003

### Proza
- Opowieść rodzinna, wyd. Bel-Druk, Tarnów 2023